# Тестоне, Альберто
Альберто Тестоне (итал. Alberto Testone; родился 7 марта 1963 года, Рим, Италия) — итальянский актёр кино и телевидения, режиссёр-документалист. Известен в первую очередь ролью Микеланджело в картине Андрея Кончаловского «Грех».

## Биография
Альберто Тестоне родился 7 марта 1963 года в Риме. Он получил профессию зубного врача и уже в зрелом возрасте, в 2003 году, начал сниматься в кино. Тестоне играл в телесериалах «Антимафия. Палермо сегодня», «Агентура», «Грех и стыд», в фильмах «Пазолини, скрытые истины» (заглавную роль режиссёра Пьера Паоло Пазолини), «Субура». В качестве режиссёра он снял совместно со Стефано Петти документальный фильм Fatti corsari (2012), в котором пытается отрефлексировать свою духовную связь с Пазолини. Эта картина была отмечена специальной наградой Туринского кинофестиваля.
В 2019 году Тестоне сыграл Микеланджело в фильме Андрея Кончаловского «Грех». По словам режиссёра, этого исполнителя нашли после «долгих и мучительных поисков» только потому, что начали искать актёра, схожего внешне с Пазолини (Кончаловский уверен, у Пазолини и Микеланджело была однотипная внешность). По мнению Кончаловского, «Альберто [Тестоне] такой же нервный, подвижный, очаровательный и неуверенный в себе», как Микеланджело. 
В 2022 году Тестоне появился в картине «Астольфо», снятой итальянским режиссёром Джанни ди Грегорио.
Фильмография
| Год  |   | Название                   | Роль                     |
| ---- | - | -------------------------- | ------------------------ |
| 2009 | с | Антимафия. Палермо сегодня | Имя персонажа не указано |
| 2012 | ф | Пазолини, скрытые истины   | Пьер Паоло Пазолини      |
| 2015 | ф | Субура                     | Имя персонажа не указано |
| 2019 | ф | Грех                       | Микеланджело             |
| 2022 | ф | Астольфо                   | Имя персонажа не указано |